# Restauração (álbum de Nani Azevedo)
Restauração é o quinto trabalho musical do cantor gospel Nani Azevedo, lançado em 2011 pela gravadora Central Gospel.
O álbum foi gravado ao vivo na Assembleia de Deus Vitória em Cristo, em Curitiba (PR).
Ganhou certificação Disco de Ouro, pela vendagem de mais de 40 mil cópias.

## Faixas
1. Cantai ao Senhor
2. Quero Ministrar
3. Restauração
4. Enquanto o Milagre Não Vem
5. Glória a Deus
6. Quebranta-me
7. Seja Adorado
8. Restaurado
9. Vencedor
10. Os Nomes de Deus
11. Deus que Não Falha
12. Vinde a Mim
13. Não Há Outro Nome
14. Seguirei o Mestre

## Vendas e certificações
| País / Certificadora | Certificação | Vendas |
| -------------------- | ------------ | ------ |
| Brasil (ABPD)        | Ouro         | 40.000 |